# Мошниковская
Мошниковская — деревня в Вытегорском районе Вологодской области.
Входит в состав Анхимовского сельского поселения, с точки зрения административно-территориального деления — в Анхимовский сельсовет.
Расположена на берегу озера Лухтозеро. Расстояние по автодороге до районного центра Вытегры — 63 км, до центра муниципального образования посёлка Белоусово — 53 км. Ближайшие населённые пункты — Бараново, Ундозерский Погост, Федоровская.
По переписи 2002 года население — 8 человек.